# Jonas Dirkner
Jonas Michel Dirkner (* 15. Juli 2002 in Rostock) ist ein deutscher Fußballspieler. Seit dem Sommer 2024 spielt er für Hansa Rostock.

## Karriere

### Verein
Jonas Dirkner begann des Fußballspielen in der Nachwuchsabteilung von Hansa Rostock, für die er bis zur C-Jugend (U15) aktiv war. Anschließend wechselte er 2017 ins Nachwuchsleistungszentrum von Hertha BSC. Nachdem er in der Saison 2017/18 für die B2-Junioren (U16) zum Einsatz gekommen war, gehörte er in der Saison 2018/19 den B1-Junioren (U17) an, für die er 25 Spiele in der B-Junioren-Bundesliga absolvierte und 2 Tore erzielte. Zur Saison 2019/20 rückte Dirkner zu den A-Junioren (U19) auf, für die er 17 Spiele (ein Tor) in der A-Junioren-Bundesliga absolvierte, ehe die Spielzeit im März 2020 aufgrund der COVID-19-Pandemie nicht fortgeführt werden konnte. Im Februar 2020 lief der A-Junior zudem erstmals für die zweite Mannschaft in der viertklassigen Regionalliga Nordost auf. Die Saison 2020/21 begann Dirkner in der zweiten Mannschaft und absolvierte acht Regionalligaspiele, ehe auch diese Spielzeit aufgrund der Corona-Pandemie ab November 2020 nicht fortgeführt wurde. Zudem kam er noch einmal für die U19-Mannschaft zum Einsatz, für die er in dieser Saison letztmals spielberechtigt war.
Aufgrund von Verletzungen einiger Spieler im Profikader wurde Dirkner von Pál Dárdai im Mai 2021 in die Profimannschaft beordert. Am letzten Spieltag debütierte der damals 18-Jährige als Einwechselspieler in der Bundesliga. Die Sommervorbereitung 2021 absolvierte er mit der Profimannschaft. In der Saison 2021/22 kam Dirkner ausschließlich in der Regionalliga Nordost zum Einsatz und war dort Stammspieler. Bei den Profis stand er erst am letzten Spieltag unter Felix Magath, der auf Dárdai und Tayfun Korkut gefolgt war, ohne Einsatz im Spieltagskader. Nach der Saison verließ der Mittelfeldspieler die alte Dame.
Anfang September 2022 schloss er sich der VSG Altglienicke in der Regionalliga Nordost an. Dort debütierte er am 10. September 2022 beim 1:0-Sieg gegen den SV Lichtenberg 47 und konnte sich in der Folge schnell als Stammspieler in der Mannschaft etablieren.
Im Sommer 2024 kehrte Dirkner zu seinem Jugendverein und Zweitliga-Absteiger Hansa Rostock zurück. Er debütierte an Bord der Kogge unter Hansa-Trainer Bernd Hollerbach Anfang August am 1. Spieltag der Drittliga-Saison 2024/25 gegen den VfB Stuttgart II – seinem ersten Drittliga-Spiel – als er in der zweiten Spielhälfte für Tim Krohn eingewechselt wurde. Mit Hansa erfuhr er Mitte August 2024 im überregionalen Pokalwettbewerb 2024/25 gegen den Zweitligisten Hertha BSC auch seinen ersten Einsatz im DFB-Pokal und musste im Ostseestadion eine Niederlage (1:5) hinnehmen.

### Nationalmannschaft
Im Dezember 2019 wurde Dirkner von Nationaltrainer Christian Wörns erstmals für die deutsche U18-Nationalmannschaft nominiert. Nachdem er beim Spiel gegen Serbien noch nicht zum Einsatz gekommen war, gab er sein Debüt schließlich beim 3:2-Sieg gegen Israel am 12. Dezember 2019. Dies blieb jedoch auch sein einziger Einsatz für die U18-Nationalmannschaft. Im Jahr 2020 wurde er von Wörns auch erstmals für die U19-Nationalmannschaft nominiert. Sein Debüt gab er bei dieser am 3. September 2020 beim 1:1-Unentschieden gegen Polen und auch bei der 0:1-Niederlage gegen Belgien, fünf Tage danach, kam er zum Einsatz.